# دافيدي دي فرانسيسكو
دافيدي دي فرانسيسكو هو لاعب كرة قدم إيطالي في مركز نصف الجناح، ولد في 19 يناير 2001 في سانت أوميرو في إيطاليا.

## وصلات خارجية
- دافيدي دي فرانسيسكو على موقع قاعدة بيانات كرة القدم.إي يو (الإنجليزية)
- دافيدي دي فرانسيسكو على موقع Soccerway.com (الإنجليزية)
- دافيدي دي فرانسيسكو على موقع عالم كرة القدم.نت (الإنجليزية)